# 24 Stunden im Leben eines Clowns
24 Stunden im Leben eines Clowns (Originaltitel: Vingt-quatre heures de la vie d’un clown) ist ein französischer Kurzfilm aus dem Jahre 1947. Regie führte Jean-Pierre Melville. Der Titel ist ein Anspielung auf die Novelle Vierundzwanzig Stunden aus dem Leben einer Frau von Stefan Zweig.

## Handlung
Der Film begleitet den Clown Aristodemo Frediani, der sich Béby nennt auf dem Montmartre. Melville kommentiert dabei die Gags des Clowns aus dem Off.

## Melville über den Film
„Bevor ich das Kino liebte, habe ich den Zirkus geliebt. Von dieser Liebe hatte ich eine Freundschaft gehalten: Den Clown Béby, der zu dieser Zeit der größte lebende Clown war und den ich später durch einen Kurzfilm von Bresson Bewunderung schulde […] Um meine Probe zu bestehen, beschloss ich einen Kurzfilm mit ihm zu drehen. Wir befinden uns im Jahr 1947 und ich hatte noch Agfa-Film übrig, den ich 1942 erworben hatte […] Wir drehten stumm und ein Stenograph schrieb akkurat mit, was Béby in seiner Nummer gesagt hat. Aber einmal im Sendesaal, haben wir bemerkt, dass er nicht lesen konnte und er musste Wort für Wort synchronisiert werden.“